# Семи (ТВ филм)
„Семи” је југословенски ТВ филм из 1972. године. Режирао га је Бранко Иванда а сценарио је написао Кен Хјуз,

## Улоге
| Глумац     | Улога |
| ---------- | ----- |
| Реља Башић | Семи  |